# Двенадцать пар глаз
«Двенадцать пар глаз» (яп. 二十四の瞳 нидзюси но хитоми) — кинофильм режиссёра Кэйсукэ Киноситы, вышедший на экраны в 1954 году. Экранизация одноимённого романа Сакаэ Цубои.

## Сюжет
Действие происходит на острове Сёдосима во Внутреннем Японском море и охватывает почти двадцать лет жизни персонажей. Молодая учительница Хисако Оиси получает назначение в местную начальную школу и сразу же привлекает внимание жителей посёлка тем, что носит современную одежду и ездит на велосипеде. Ей достаётся первый класс в составе двенадцати мальчиков и девочек, с которыми учительница постепенно начинает налаживать контакт. Этому чрезвычайно способствует несчастный случай, в результате которого она длительное время не может ходить на работу: дети, решив навестить Хисако, на свой страх и риск отправляются в дальний путь, что в итоге сближает наставницу с учениками и их родителями. После этого случая она вынуждена перейти в другую школу, где учатся дети постарше, и лишь через пять лет её прежние ученики вновь воссоединяются со своей первой учительницей. Многие из них, в том числе подающие надежды, вынуждены бросать учёбу из-за семейных обстоятельств или крайней бедности, заставляющей искать работу и покидать родные края. Хисако близко к сердцу принимает проблемы своих воспитанников и старается в меру своих сил помочь каждому. Кроме того, атмосфера в стране становится всё более тревожной, и она, как может, противостоит нарастанию милитаристских настроений.

## В ролях
- Хидэко Такаминэ — учительница Хисако Оиси
- Юмэдзи Цукиока — Масуно
- Такахиро Тамура — Исокити
- Тосико Кобаяси — Санаэ
- Кунико Игава — Мацуэ
- Тисю Рю — учитель Отоко

## Награды и номинации
- 1955 — участие в конкурсной программе Венецианского кинофестиваля.
- 1955 — премия «Золотой глобус» за лучший иностранный фильм.
- 1955 — три премии «Голубая лента»: лучший фильм (Кэйсукэ Киносита), лучший сценарий (Кэйсукэ Киносита), лучшая актриса (Хидэко Такаминэ).
- 1955 — премия журнала «Кинэма Дзюмпо» за лучший фильм (Кэйсукэ Киносита).
- 1955 — пять премий «Майнити»: лучший фильм (Кэйсукэ Киносита), лучший режиссёр (Кэйсукэ Киносита), лучший сценарий (Кэйсукэ Киносита), лучшая актриса (Хидэко Такаминэ), лучшая запись звука (Хисао Оно).